# Наймарк, Норман
Норман М. Наймарк (англ. Norman M. Naimark, 1944, Нью-Йорк) — американский историк, специалист по современной истории Восточной Европы, а также по темам геноцида и этнических чисток в регионе.

## Биография
Родился в 1944 году в Нью-Йорке. Его родители были евреями родом из Галиции.
Получил все свои степени в Стэнфордском университете. 
С 1980 года — профессор восточноевропейских исследований имени Роберта и Флоренс Макдональд Стэнфордского университета. Старший научный сотрудник Гуверовского института. До этого был научным сотрудником Центра российских исследований Гарвардского университета.
Член редакционных советов научных журналов The American Historical Review, The Journal of Contemporary History, The Journal of Cold War Studies.

## Награды
- Орден «За заслуги перед Федеративной Республикой Германия»
- Берлинская премия[англ.] Американской академии в Берлине[англ.] (2011)

## Научные труды
- The History of the "Proletariat": The Emergence of Marxism in the Kingdom of Poland, 1870–1887 (Columbia University Press, 1979)
- Terrorists and Social Democrats: The Russian Revolutionary Movement Under Alexander III (Harvard University Press, 1983)
- The Russians in Germany: The History of the Soviet Zone of Occupation, 1945–1949 (Harvard University Press, 1995)
- Fires of Hatred: Ethnic Cleansing in 20th Century Europe (Harvard University Press, 2001)
- Stalin's Genocides: Human Rights and Crimes Against Humanity. Princeton University Press, 2010.
- Suny R. G., Göçek F. M.,  Naimark N. M. A Question of Genocide: Armenians and Turks at the End of the Ottoman Empire. — Oxford University Press, 2011. — 465 p. — ISBN 9780195393743.